# 惠特蘭 (新墨西哥州)
惠特蘭（英語：Wheatland）是位於美國新墨西哥州奎伊縣的非建制地區。

## 地理
惠特蘭所處的海拔為高於海平面1452米（即4764英呎），而該地所採用的時區為UTC-7，即北美山地时区（MST）。同時該地設有夏令時間，為UTC-7調快一小時，即UTC-6（MDT）。